# Communauté de communes de l'île d'Oléron
La Communauté de communes de l'île d'Oléron est une communauté de communes française, située dans le département de la Charente-Maritime (région Nouvelle-Aquitaine).

## Historique
- 27 octobre 1995 : délimitation du périmètre de la communauté de communes
- 26 décembre 1995 : création de la communauté de communes

## Géographie et Composition

### Géographie physique
Située à l'ouest  du département de la Charente-Maritime, la communauté de communes de l'Île-d'Oléron regroupe les 8 communes de l'île d'Oléron et présente une superficie de 174,4 km2.
La communauté de communes s’étend du Phare de Chassiron au nord de l’île à la Pointe de Gatseau au sud. On compte deux forêts domaniales : la forêt des saumonards et la forêt de Saint-Trojan. La communauté de communes compte également plus de 150 kilomètres de pistes cyclable et entre 90 et 100 kilomètres de littoral.

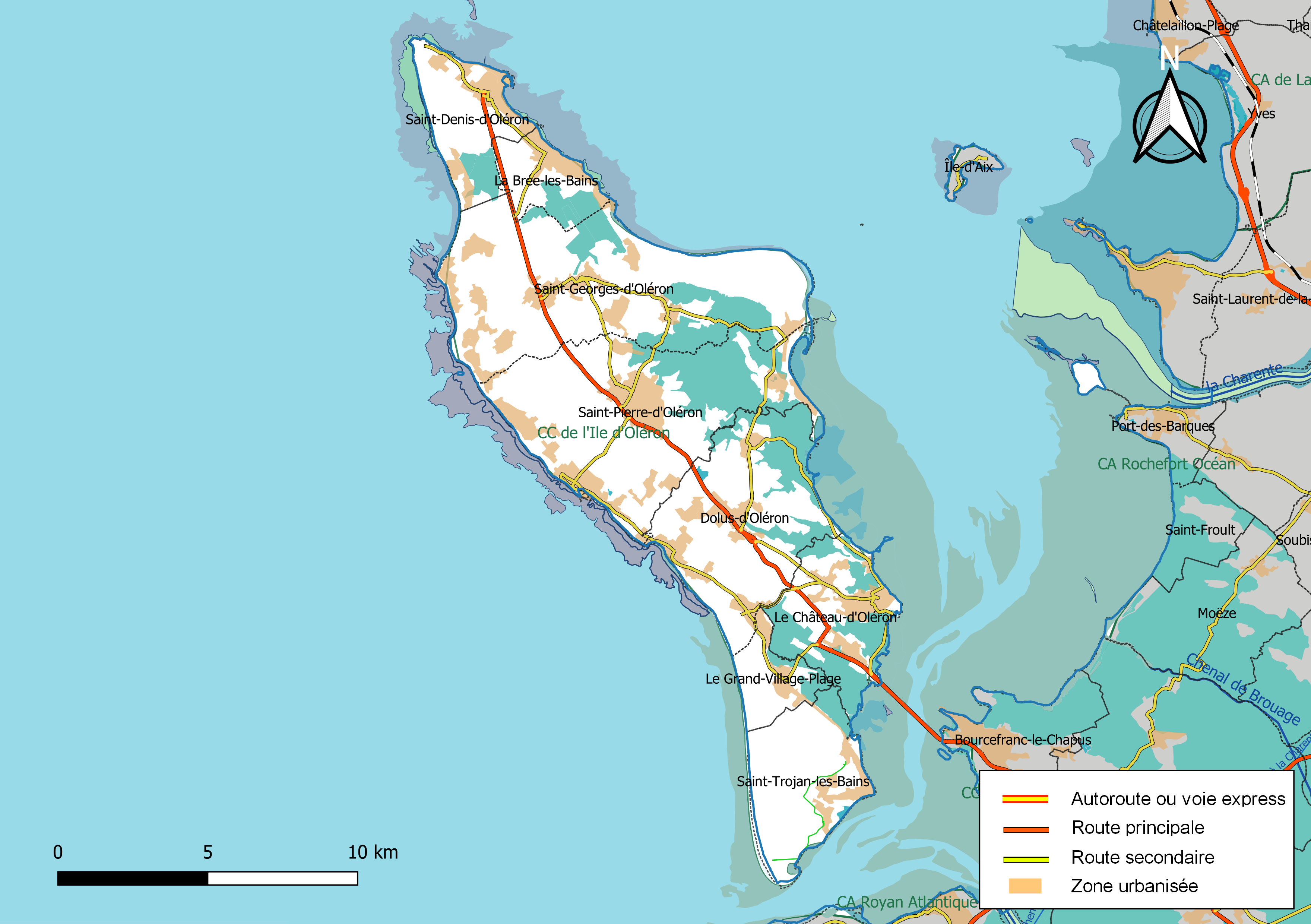
Carte de la communauté de communes de l'Île-d'Oléron au 1er janvier 2019.

### Composition
La communauté de communes est composée des 8 communes suivantes :

| Nom                           | Code Insee | Gentilé          | Superficie (km2) | Population (dernière pop. légale) | Densité (hab./km2) |
| ----------------------------- | ---------- | ---------------- | ---------------- | --------------------------------- | ------------------ |
| Saint-Pierre-d'Oléron (siège) | 17385      | Saint-Pierrois   | 40,55            | 6 665 (2022)                      | 164                |
| La Brée-les-Bains             | 17486      | Brénais          | 7,27             | 695 (2022)                        | 96                 |
| Le Château-d'Oléron           | 17093      | Casteloléronais  | 15,67            | 4 359 (2022)                      | 278                |
| Dolus-d'Oléron                | 17140      | Dolusiens        | 29,02            | 3 187 (2022)                      | 110                |
| Le Grand-Village-Plage        | 17485      | Grand-Villageois | 6,05             | 1 096 (2022)                      | 181                |
| Saint-Denis-d'Oléron          | 17323      | Dyonisiens       | 11,75            | 1 346 (2022)                      | 115                |
| Saint-Georges-d'Oléron        | 17337      | Saint-Georgeais  | 46,55            | 4 052 (2022)                      | 87                 |
| Saint-Trojan-les-Bains        | 17411      | Saint-Trojannais | 17,53            | 1 118 (2022)                      | 64                 |

### Démographie
| 1968   | 1975   | 1982   | 1990   | 1999   | 2006   | 2011   | 2016   | 2022   |
| ------ | ------ | ------ | ------ | ------ | ------ | ------ | ------ | ------ |
| 15 751 | 16 360 | 16 841 | 18 452 | 20 009 | 20 991 | 21 889 | 22 324 | 22 518 |

## Compétences
- Deux compétences obligatoires des Communautés de communes :
  - Aménagement de l'espace
  - Développement économique
- Huit compétences optionnelles :
  - Environnement : collecte des déchets, lutte contre les insectes parasites, nettoyage des plages
  - Équipements culturels et sportifs concernant l'ensemble de l'île (intérêt communautaire)
  - Patrimoine bâti et espace à vocation muséographique ou éducative d'intérêt communautaire (musée de l'île d'Oléron)
  - Voile et natation scolaires
  - Apprentissage de la musique
  - Différents moyens de communications (médias)
  - Groupe "création, aménagement et entretien de la voirie"  - Construction et aide à l'entretien des pistes cyclables
  - Groupe "politique du logement - cadre de vie" - Élaboration de programmes visant à la mise en œuvre de l'OPAH (rénovation des façades)
- Autres compétences :
  - Sécurité des plages et sécurité estivale
  - Chambre funéraire
  - Aérodrome
  - Participations au service départemental d'incendie et de secours
  - Action sanitaire et sociale

## Fiscalité
- Régime fiscal (au 01/01/2005): Taxe professionnelle unique (TPU)

## Identité visuelle

Ancien logo en 2016

## Quelques données géographiques
- Superficie : 174,39 km2 (soit 2,54 % de la superficie du département de la Charente-Maritime).

- Population en 2017 : 22 203 habitants. En 2017, elle se classait au neuvième rang des intercommunalités de la Charente-Maritime en nombre d'habitants.

- Densité de population en 2017 : 128 hab/km2 (Charente-Maritime : 94 hab/km2).

- Évolution annuelle de la population (entre 1999 et 2007): + 0,77 % (+ 1,09 % pour le département).
- Évolution annuelle de la population (entre 1990 et 1999): + 0,90 % (+ 0,61 % pour le département).
- 3 communes de plus de 2 000 habitants : Le Château-d'Oléron, Dolus-d'Oléron, Saint-Georges-d’Oléron.
- 1 commune de plus de 6 000 habitants : Saint-Pierre-d’Oléron.
- Pas de ville de plus de 15 000 habitants.